# Tatianyx arnacites
Tatianyx arnacites är en gräsart som först beskrevs av Carl Bernhard von Trinius, och fick sitt nu gällande namn av Fernando Omar Zuloaga och Thomas Robert Soderstrom. Tatianyx arnacites ingår i släktet Tatianyx och familjen gräs. Inga underarter finns listade i Catalogue of Life.